# Gouania lupuloides
Gouania lupuloides là một loài thực vật có hoa trong họ Táo. Loài này được (L.) Urb. mô tả khoa học đầu tiên năm 1910.